# Романтичний націоналізм

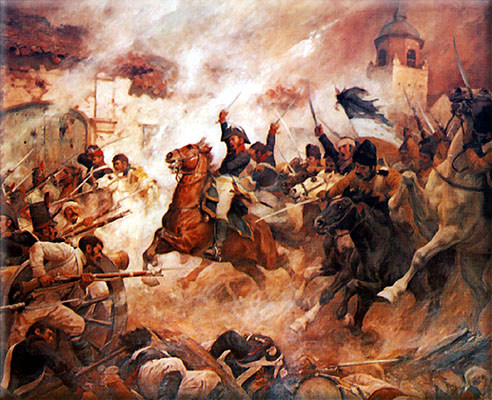
Картина романтичного націоналізму — битва при Ранкагуа, Чилійська війна за незалежність, автор —

Романтичний націоналізм (також національний романтизм, органічний націоналізм, ідентичний націоналізм) — форма націоналізму, в якому держава отримує свою політичну легітимність, як наслідок органічної єдності тих, хто нею керує. Це включає, залежно від конкретного способу, мови, раси, культури, релігії та звичаї націй до їхніх первинних почуттів, тих, хто «народився» в рамках своєї культури. Ця форма націоналізму виникла як реакція на династичну або імперську гегемонію, що оцінювала легітимність держави «згори донизу», починаючи з монарха або іншого органа, який виправдовував своє існування. Подібна концепція, зрештою, з точки зору тієї еліти, є похідною від Бога або богів.
Серед ключових тем романтизму і його спадщини культурне затвердження романтичного націоналізму також займає центральне місце в постпросвітництві мистецтва і політичній філософії. З найперших моментів хвилювання, з акцентом на розвиток національних мов і фольклору, духовна цінність місцевих звичаїв і традицій, рухів, які б перекроїли мапу Європи й привели до закликів «самовизначення» національностей, націоналізм був одним з ключових питань у романтизмі, у визначення його ролі, виразів і значень.